# 伴義雄
伴 義雄（ばん よしお、1921年4月15日 - 1994年7月16日）は、日本の薬学者。アルカロイドの合成者。北海道大学総長。
東京府出身。東京帝国大学医学部薬学科卒業。1957年より北海道大学助教授、1965年より教授を務め、1985年に退官。1987年から1991年まで総長を務めた。インドールアルカロイドの合成に力を尽くした。
1994年7月16日、急性心筋梗塞のため死去。

## 受賞
- 1984年 日本学士院賞
- 1991年 有機合成化学協会特別賞

## 主な著書・編著
- 「無機化学」医歯薬出版 、1953年